# Júlio Morais Sarmento
Júlio Ernesto de Morais Sarmento (Santa Isabel, Lisboa, 4 de dezembro de 1875 — Benfica, Lisboa, 21 de setembro de 1949) foi um oficial de Cavalaria do Exército Português, lente da Escola do Exército e director do Colégio Militar. Foi Ministro da Guerra nos 4.º governo e 5.º governo da ditadura militar (1928-1929). Atingiu o posto de major general.

## Biografia
Nasceu na freguesia de Santa Isabel, em Lisboa. Era filho do General José Estêvão de Morais Sarmento e de sua mulher Adelaide Elvira da Ponte Tavares de Morais Sarmento, natural de Lisboa (freguesia de São Paulo). Foi seu padrinho de batismo o médico José Tomás de Sousa Martins.
Foi aluno do Colégio Militar e alistou-se, em 1892, como voluntário no Regimento de Lanceiros n.º 2. Concluiu o curso de Cavalaria na Escola do Exército. 
A 25 de novembro de 1903, casou na igreja paroquial de Benfica, em Lisboa, com Carmina de Oliveira David (Benfica, Lisboa, c. 1875 — 7 de abril de 1945), filha de António Venâncio de Oliveira David e de Virgínia Augusta David, ambos naturais de Lisboa. Foi padrinho de casamento o seu pai, General José Estêvão de Morais Sarmento. Deste casamento nasceu Luísa Carmina David de Morais Sarmento (Benfica, Lisboa, 19 de dezembro de 1905 – Santa Maria de Belém, Lisboa, 10 de abril de 1993), casada com Henrique de Barros.
Entre 1905 a 1926 foi lente das cadeiras de Táctica de Cavalaria e de Táctica Geral da Escola do Exército. Entre 1917 e 1922 exerceu o cargo de 2.º comandante da Escola de Guerra.
Em novembro de 1926 foi chefe do Estado-Maior do Governo Militar de Lisboa. Entre maio de 1928 e julho de 1929 exerceu o cargo de Ministro da Guerra. A 25 de outubro de 1929 foi nomeado director do Colégio Militar. Em Julho de 1931 foi nomeado comandante da 2.ª Brigada de Cavalaria, que acumulando com a direcção do Colégio Militar. Em Junho de 1932 abandonou esta última função a seu pedido. Em Abril de 1933 foi promovido a major general e nomeado comandante da a 4.ª Região Militar.
Morreu vítima de arteriosclerose e trombose cerebral, a 21 de setembro de 1949, aos 73 anos, em sua casa, no Largo da Cruz da Era, n.º 2, freguesia de Benfica, em Lisboa. Foi sepultado no Cemitério dos Prazeres, em jazigo de família.

## Condecorações
- Comendador da Ordem Militar de Sant'Iago da Espada de Portugal (28 de junho de 1919)
- Grande-Oficial da Ordem Militar de Cristo de Portugal (18 de janeiro de 1928)
- Grã-Cruz da Ordem Militar de Cristo de Portugal (15 de abril de 1929)
- Grã-Cruz da Ordem Militar de Avis de Portugal (5 de outubro de 1933)[7]